# Шо-ла-Лотьер
Шо-ла-Лотье́р (фр. Chaux-la-Lotière) — коммуна во Франции, находится в регионе Франш-Конте. Департамент — Верхняя Сона. Входит в состав кантона Рьоз. Округ коммуны — Везуль.
Код INSEE коммуны — 70145.

## География
Коммуна расположена приблизительно в 320 км к юго-востоку от Парижа, в 16 км севернее Безансона, в 30 км к юго-западу от Везуля.
По территории коммуны протекает река Этан-дю-Во.

## Население
Население коммуны на 2010 год составляло 369 человек.
| 1962 | 1968 | 1975 | 1982 | 1990 | 1999 | 2010 |
| ---- | ---- | ---- | ---- | ---- | ---- | ---- |
| 127  | 111  | 118  | 183  | 260  | 295  | 369  |

## Администрация
| Период | Период | Фамилия        | Партия                  | Примечания |
| ------ | ------ | -------------- | ----------------------- | ---------- |
| 1982   | 1995   | Ив Краттинжер  | Социалистическая партия | профессор  |
| 1995   | 2001   | Мишель Шапюи   |                         |            |
| 2001   | 2014   | Мишель Франсуа | Социалистическая партия | агроном    |

## Экономика

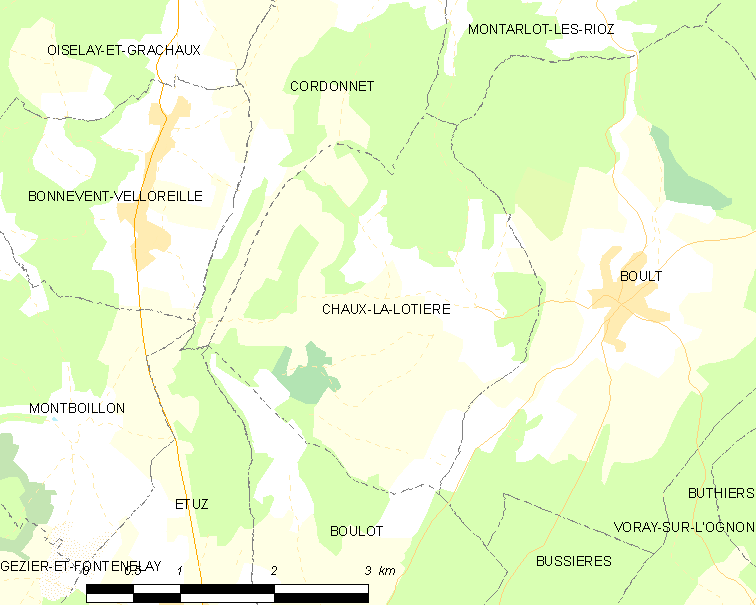
Карта коммуны

В 2010 году среди 230 человек трудоспособного возраста (15—64 лет) 178 были экономически активными, 52 — неактивными (показатель активности — 77,4 %, в 1999 году было 73,6 %). Из 178 активных жителей работали 171 человек (93 мужчины и 78 женщин), безработных было 7 (4 мужчины и 3 женщины). Среди 52 неактивных 16 человек были учениками или студентами, 29 — пенсионерами, 7 были неактивными по другим причинам.